# Luciano Canfora
Luciano Canfora (Bari, 5 de junio de 1942) es un historiador del mundo antiguo y filólogo italiano, profesor de filología latina y griega, y un profundo conocedor de la cultura clásica, que estudia con una aproximación multidisciplinar.

## Biografía
Canfora se licenció en Historia de Roma en 1964 en la Universidad de Pisa. Ha escrito importantes estudios sobre la historia antigua y también sobre cuestiones contemporáneas. Es profesor en la Universidad de Bari (Italia), miembro del Instituto para la Tradición Clásica de Boston (Estados Unidos), y de la Fundación Instituto Gramsci, de Roma, y de la Accademia Roveretana degli Agiati. En el ámbito político, es miembro del Partido de los Comunistas Italianos. Dirige la revista Quaderni di Storia y la colección La città antica.  Sus numerosos estudios, a menudo provocadores, tratan múltiples ámbitos, desde la filología, la historia y la historiografía, y los modos de conservación y transmisión del saber, hasta la supervivencia de lo antiguo en la cultura y la historia contemporáneas. De sus obras, se han traducido al castellano, entre otras: La democracia, historia de una ideología (Crítica, 2004), Exportar la libertad: el mito que ha fracasado (Akal, 2008), El viaje de Artemidoro (La esfera de los libros, 2011), Ideología de los estudios clásicos (Akal, 2012), La historia falsa y otros escritos (Capitán Swing, 2013), Julio César (Ariel, 2014), 1914 (El Viejo Topo, 2014), El copista como autor (Delirio, 2014), El mundo de Atenas (Anagrama, 2014), La biblioteca perdida (Fondo de Cultura Económica, 2022) y El fascismo nunca ha estado muerto (Bauplan, 2024).